# Aptostichus miwok
Aptostichus miwok là một loài nhện trong họ Cyrtaucheniidae. Loài này phân bố ở Hoa Kỳ.